# ESPY Award de la meilleure performance dans un championnat
Le prix ESPY de la meilleure performance dans un championnat (ou Best Championship Performance en anglais) est une récompense présentée pour la première fois par le réseau de télévision par câble américaine ESPN en 2001, et décerné chaque année depuis 2004 pour le sportif, sans distinction de nationalité, de sexe, ou de sport, ayant réalisé la meilleure performance dans un match de championnat, une série éliminatoire, ou un tournoi américain au cours de l'année civile. 
L'attribution du prix prend en compte à la fois le contexte dans lequel la performance a eu lieu mais également la performance en elle-même.

## Historique
Les prix ESPY sont dévoilés chaque année par la chaîne du câble américaine ESPN pour récompenser les exploits sportifs individuels ou collectifs ayant eu lieu au cours de l'année civile dans un championnat, série ou tournoi américain. Les premiers ESPYs ont été attribuées en 1993. Il existe de nombreux ESPYs comme :
- Best Male Athlete ESPY Award,
- Best Breakthrough Athlete ESPY Award,
- Best NBA Player ESPY Award,
- Best Championship Performance

## Mode d'attribution
Le scrutin pour l'attribution est réalisé sur internet par les fans, sélectionnant leur performance favorite parmi trois à cinq choix préalablement retenus par le comité de nomination d'ESPN. Avant 2001, les cérémonies des ESPY Awards se déroulaient en février de chaque année pour honorer les performances de l'année civile précédente. Depuis cette date, les prix sont décernés en juin et prennent en considération les performances réalisés jusqu'au mois de juin précédent.
Jusqu'en 2004, les gagnants d'un prix ESPY sont choisis uniquement par le vote des fans. Depuis 2004, journalistes sportifs, experts, personnalités d'ESPN, diffuseurs, encadrements sportifs et sportifs eux-mêmes, collectivement experts; ou personnalités ESPN ont également la possibilité de participer au vote.

## Voir Aussi